# کوزلوو (آستراخان)
کوزلوو (به لاتین: Kozlovo) یک منطقهٔ مسکونی در روسیه است که در استان آستراخان واقع شده‌است.